# Micrapatetis lineata
Micrapatetis lineata là một loài bướm đêm trong họ Noctuidae.